# Jean de Montmirail

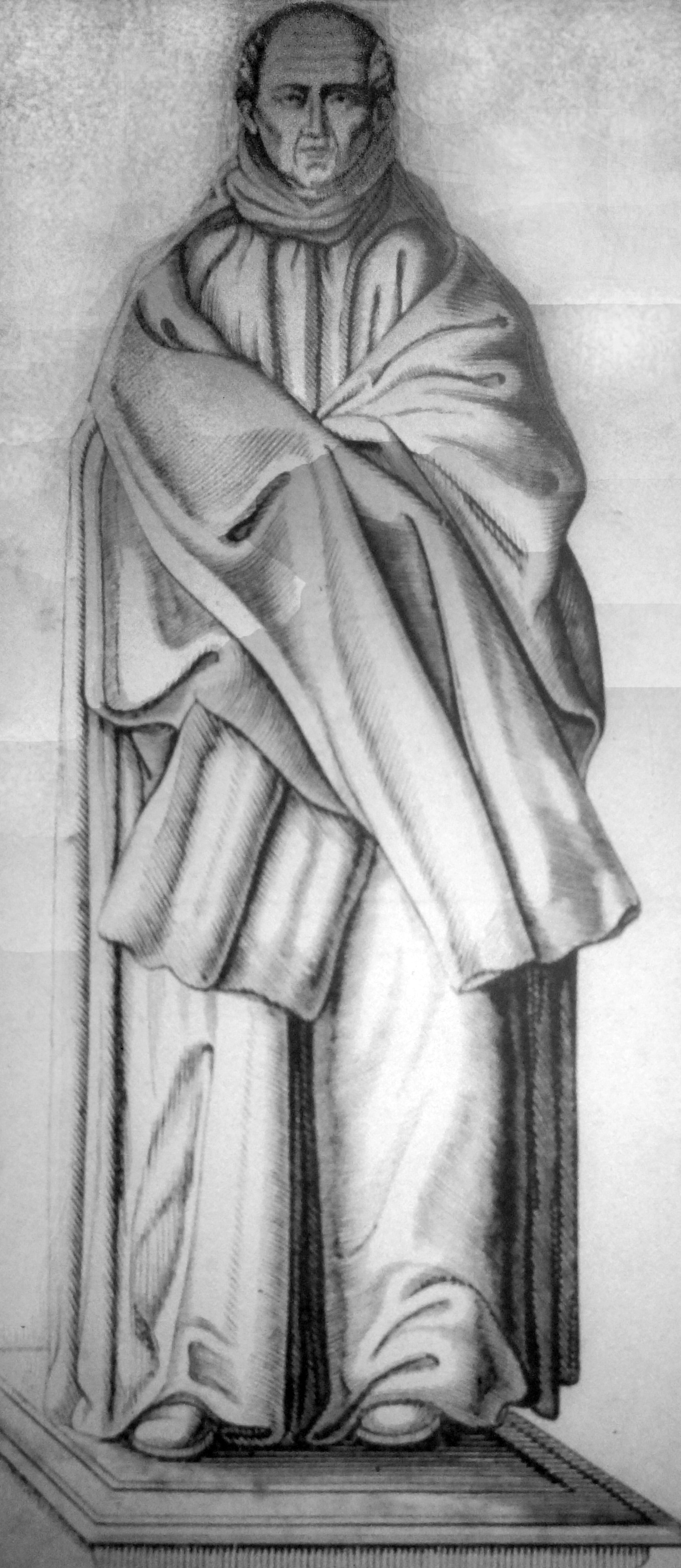
Jean de Montmirail

Jean de Montmirail, född 1165, död 1217 var en fransk adelsman, bl.a. baron av Montmirail och greve av La Ferté-Gaucher, därtill även konnetabel av Frankrike.
Jean föddes i Montmirail, en liten stad i Champagne. Han vann snabbt inflytande hos kungen Filip II August och blev dennes intime vän och rådigvare. År 1200 lämnade han det världsliga livet och blev munk, varpå han gav det mesta av sina rikedomar till fattiga (något hans vänner och familj kritiserade honom för). 
Det sades att mirakler kunde ske vid Jeans grav, vilket lockade pilgrimer dit. Han är saligförklarad av katolska kyrkan.